# METAR

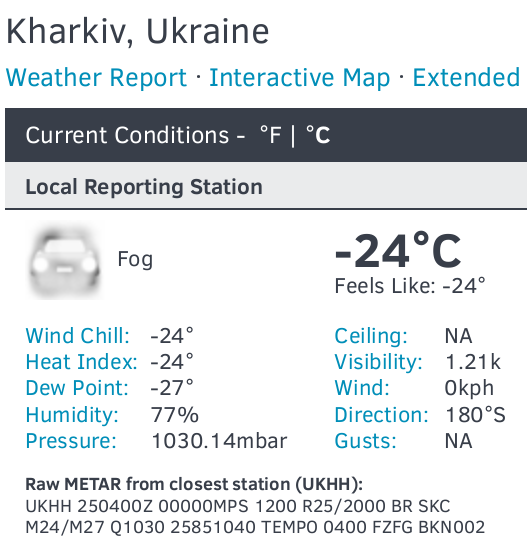
Вигляд реального коду METAR (внизу) в аеропорту Харків-Основа станом на 25.01.16 з сайту http://www.intellicast.com

METAR (англ. METeorological Aerodrome Report або англ. Meteorological Terminal Aviation Routine Weather Report) — авіаційний метеорологічний код для передачі зведень про фактичну погоду на аеродромі. Також є кодовою назвою регулярного зведення, складеного в однойменному коді.
Зведення в коді METAR містять дані про швидкість і напрям вітру, видимості, дальності видимості на ЗПС, атмосферні явища, хмарність, температуру повітря, температуру точки роси, атмосферний тиск, прогноз на посадку типу «Тренд» (на найближчі 2 години). До зведення може включатися і додаткова інформація (явища попередньої погоди, зсуви вітру, стан ЗПС і т. д.).
Зведення в коді METAR випускаються для поширення і використання за межами аеродрому складання цих зведень для цілей:
- Передпольотної підготовки авіаційної метеорологічної станції аеродрому вильоту;
- Забезпечення пілотів інформацією про погоду на аеродромі призначення і на запасних аеродромах (як під час передпольотної підготовки за допомогою системи «Брифінг», так і під час перебування на маршруті через диспетчерів служби організації повітряного руху (ОПР);
- Забезпечення радіомовних передач ВОЛМЕТ.

## Приклади розкодування
Зведення METAR : 1) UKHH 2) 031400Z 3) 06005MPS 4) 9999 5) DRSN 6) BKN040 7) 17/04 8) Q1016 9) RMK 10) R07/0///65 11) NOSIG
У коді METAR дотримується суворий порядок проходження інформації:
1)  Код аеропорту ІКАО. 
В даному випадку це UKHH — Харків, Основа.
2) Число і час спостереження (всесвітнє).
Перші дві цифри — число поточного місяця, другі дві цифри — години, треті дві — хвилини, останній символ — буква «Z» («Zulu» за фонетичним алфавітом, що означає «UTC» від англ. "Universal Time Coordinated", в загальних джерелах відомий ще як «час за Гринвічем»). Формат часу — 24 години.
3) Інформація про вітер.
Якщо вітер має певний напрям, то перші три символи — цифри, що вказують його дійсний напрям в градусах (метеорологічний вітер — ЗВІДКИ дує), в даному випадку це 060 градусів. Дві наступні цифри показують середню швидкість вітру, після них ставиться одиниця вимірювання (MPS — м/с, KT — англ. knotes — вузли, рідше KMH — км/год).
Якщо біля землі тихо (штиль), то це записується у вигляді: 00000MPS або 00000KT.
Якщо вітер нестійкий (змінного напрямку), замість його напрямку вказують VRB (від англ. variable — змінний): VRB04MPS або VRB09KT. Якщо є пориви, то після середньої швидкості вітру ставиться літера «G» — англ. gust — пориви і вказується їх швидкість, потім одиниця виміру (наприклад: UKKK 161500Z 04007G11MPS 9999 DRSN BKN021 M22/M26 Q1015 RMK QFE749 R08/CLRD70 NOSIG).
Якщо напрямок вітру змінюється, це записують у вигляді 04002MPS 020V080 (тобто в цьому випадку вітер 40 градусів 2 метри за секунду, але варіюється від 20 градусів до 80)
4) Інформація про горизонтальну видимість біля землі.
Інформація про видимість записується у вигляді чотирьох чисел (в метрах). При значних змінах видимості з різних напрямків вказується мінімальна видимість і до чотирьох цифр мінімальної видимості додається покажчик напрямку (один з восьми румбів компаса), а також включається додаткова група з чотирьох цифр (величина максимальної видимості) плюс покажчик напрямку. Видимість до 800 м округляється до 50 м, 800-5000 м — до 100 м, 5000-9999 м — до 1000 м. Якщо видимість менше 1500 метрів, відразу після горизонтальної видимості дається дальність видимості на ЗПС, розрахована по вогнях світлосигнальної системи. Якщо видимість 10 км або більше, в зведенні її значення записують як 9999.
Приклад: UKDD 211230Z 27005MPS 240V330 0100 R26/0175N FG VV000 05/05 Q1023 26210358 NOSIG — аеропорт Дніпропетровськ, 21-го числа станом на 12:30 за всесвітнім часом (UTC), вітер 270° швидкістю 5 м/с зі зміною напрямку від 240° до 330°, горизонтальна видимість 100 метрів, дальність видимості на ЗПС 26 — 175 метрів без найближчих змін, туман, нульова вертикальна видимість, температура повіттря 5 °C, температура точки роси 5 °C, працююча ЗПС 26, волога або вода на поверхні, забруднення не більше 10 %, опади глибиною до 3 мм, коефіцієнт зчеплення 0.58
5) Явища погоди.
Їх може не бути, а можуть і бути кілька відразу. Вони записуються кодовими групами (до трьох груп і від 2 до 9 символів в групі). Склад явищ погоди, які можуть включатися в зведення METAR, суворо обмежений. Нижче наведено перелік найбільш часто використовуваних позначень явищ погоди з їх розшифровкою [1] [2] [3]. Перелік розділений на дві частини. У лівому стовпці поміщені явища, до яких може бути застосований покажчик інтенсивності (знаки «плюс» чи «мінус»). Наприклад, + TSRASN — англ. thunderstorm with heavy rain and snow — гроза з сильними дощем та снігом, або -SHRA — англ. light rain showers — слабкий зливовий дощ. Відсутність покажчика інтенсивності «+» або «-» перед кодовою групою відповідного явища означає помірну інтенсивність. Явища, зазначені в першій частині списку, — це всі види опадів (крім IC, крижаних голок) і пилова / піщана бурі DS / SS. Необхідно відзначити, що дескриптор SH («зливовий») не має відношення до інтенсивності: ним виділяються характерні опади, що випадають з конвективних хмар. У правому стовпці списку поміщені явища, до яких поняття «інтенсивність» не застосовується.
| Покажчик інтенсивності застосовується: - DZ — англ. drizzle — мряка - RA — англ. rain — дощ - SN — англ. snow — сніг - SG — англ. snow grains — снігові зерна - PL — англ. ice pellets — крижаний дощ - GS — англ. small hail — дрібний град або снігова крупа - RASN — англ. rain and snow — дощ зі снігом - SNRA — англ. snow and rain — сніг з дощем - SHSN — англ. snow showers — зливовий сніг - SHRA — англ. rain showers — зливовий дощ - SHGR — англ. hail showers — град - FZRA — англ. freezing rain — переохолоджений дощ - FZDZ — англ. freezing drizzle — переохолоджена мряка - TSRA — англ. thunderstorm with rain — гроза з дощем - TSGR — англ. thunderstorm with hail — гроза з градом - TSGS — англ. thunderstorm with small hail — гроза зі сніжною крупою - TSSN — англ. thunderstorm with snow — гроза зі снігом - DS — англ. duststorm — пилова буря - SS — англ. sandstorm — піщана буря | Не застосовується: - FG — англ. fog — туман - VCFG — англ. fog in vicinity — туман в околиці - FZFG — англ. freezing fog — переохолоджений туман - MIFG — англ. shallow fog — поземний туман - PRFG — англ. aerodrome partially covered by fog — аеродром, частково покритий туманом - BCFG — англ. fog patches — туман місцями - BR — англ. mist — серпанок - HZ — англ. haze — імла - FU — англ. smoke — дим - DRSN — англ. low drifting snow — сніговий поземок - DRSA — англ. low drifting sand — піщаний поземок - DRDU — англ. low drifting dust — пиловий поземок (див. В ст. Пилова буря) - DU — англ. dust — пил в повітрі (курна імла) - BLSN — англ. blowing snow — сніжна низова хуртовина - BLDU — англ. blowing dust — курна низова хуртовина - SQ — англ. squall — шквал - IC — англ. ice crystals — крижані голки - TS — англ. thunderstorm — гроза (без опадів) - VCTS — англ. thunderstorm in vicinity — гроза в околиці |

6) Інформація про хмарність.
Інформація про хмарність вказується по шарам — кількість хмар і нижня межа кожного шару.
Для опису кількості хмар використовуються наступні коди:
SKC (англ. sky is clear — ясно), NSC (англ. no significant clouds — без істотної хмарності), FEW (англ. few — незначна — 1-2 октанта), SCT (англ. scattered — розсіяна або розкидана, 3-4 октанта), BKN (англ. broken — значна або розірвана, 5-7 октантів), OVC (англ. overcast — суцільна, 8 октантів).
Висота нижньої межі хмарності (ВНМХ) для кожного включеного в зведення шару відображається в кодовій групі трьома цифрами. Їх розрахунок проводиться таким чином. Виміряне в футах значення ВНМХ ділиться на сто, дробова частина числа відкидається і при необхідності число доповнюється нулями зліва до трьох цифр. Наприклад, при виміряному значенні висоти від 101 до 199 футів шару значної хмарності в зведення буде поміщена кодова група BKN001, що розшифровується одержувачами зведення як «значна 100 футів». Використання методу округлення до меншого замість округлення до найближчого цілого виправдано інтересами безпеки польотів: реальність для пілота завжди повинна надаватися не гірше очікувань. Ціна одиниці молодшого розряду дорівнює 100 футам або, з похибкою до 1,5 %, 30 метрам. У більшої точності перерахунку в метри на тлі методичної помилки округлення і первинних помилок вимірювання ВНМХ немає необхідності.
Якщо спостерігається конвективна хмарність — купчасто-дощова (англ. cumulonimbus) або потужно-купчаста, «купчаста» (англ. towering cumulus), то до кодової групи, яка описує цей шар хмарності, приписується справа без пробілу, відповідно, код CB або TCU, наприклад, BKN050CB.
Якщо хмари не видно через туман, імлу, хуртовину, пилову бурю, замість кількості хмарності зазначається символ вертикальної видимості VV (англ. vertical visibility), а саме її чисельне значення описується за тими ж правилами, що і ВНМХ. Наприклад, VV002 — вертикальна видимість 200 футів або 60 м.
Якщо одночасно виконуються умови: видимість більше 10 км, немає хмар нижче 1500 м, немає явищ погоди та конвективного хмарності, то замість груп видимості, явищ і хмарності в зведенні вказується абревіатура CAVOK (англ. Ceiling And Visibility OK) — «умови добрі».

7) Температура повітря та точки роси.
Включається в зведення інформація про температуру повітря і температуру точки роси, яка формується таким чином. Вимірювання первинної інформації проводиться з точністю до 0.1 градуса Цельсія. Потім проводиться округлення до найближчого цілого (якщо виміряне число містить дробову частину 0.5, число округляється до більшого значення), і якщо результат виявляється в діапазоні від -9 до +9, зліва додається нуль. Якщо виміряне число негативне, перед першою цифрою отриманого коду додається буква «M» (від англ. minus). Підсумкова кодова група складається з отриманих кодів температури повітря і температури точки роси, що розділяються знаком «/». Наприклад, при температурі повітря -0.5 °C і температурі точки роси -9.6 °C кодова група буде мати вигляд M00 / M10. Зіставлення значень температури повітря і температури точки роси дає пілотові можливість оцінити, наскільки стан повітря в приземному шарі далекий чи близький до конденсації водяної пари, тобто до появи туману.
8) Тиск QNH, приведений до рівня моря за стандартною атмосферою.
Включається в зведення інформація про атмосферний тиск на рівні моря QNH формується шляхом приведення виміряного з точністю до 0.1 міліметра ртутного стовпа (або 0.1 гектопаскаля) значення атмосферного тиску на основному пункті спостережень (ОПС) метеостанції аеродрому до середнього рівня моря за таблицями стандартної атмосфери з урахуванням абсолютної висоти ОПС. Розраховане QNH округляється в бік зменшення до цілого гектопаскаля в інтересах безпеки польотів. Якщо отримане число менше тисячі, до нього зліва додається нуль і перед кінцевим чотиризначним числом додається літера «Q». Приклади: Q0988, Q1016.
9) Додаткова інформація.
Для застосування поза рамками міжнародного інформаційного обслуговування допускається доповнення зведення METAR розділом RMK. Зміст розділу може бути різноманітним. Зокрема, в деяких країнах застосування знайшли такі форми додаткової інформації:
- QBB — уточнення висоти нижньої межі хмар або вертикальної видимості (ВНМХ вказується в метрах з округленням у бік зменшення до величини, кратної 10). Приклад: QBB080 означає, що виміряна ВНМХ лежить в діапазоні 80 — 90 м, в той час як інформація в основній частині зведення BKN002 для цього випадку більш груба — допускає, що ВНМХ лежить в діапазоні 60 — 90 м;
- QFE758 — тиск на рівні робочого порога ЗПС 758 мм рт. ст.

Іноді використовується інформація про шари обмерзання і турбулентності (хоча код не передбачає можливість включення цієї інформації в зведеннях) у формі відкритого тексту:
- MOD ICE 0100-0500 — помірне зледеніння в шарі 100—500 метрів.
- FBL TURB 1000—2200 — слабка турбулентність в шарі 1000—2200 метрів.

Документами ICAO передбачена можливість доповнення зведення інформацією про явища недавньої погоди, про зсуви вітру і про стан ЗПС. Явища недавньої погоди (за останню годину) описуються за правилами опису явищ поточної погоди з покажчиком RE попереду. Наприклад, RERA — англ. recent weather rain — недавній дощ. Допускається включення до трьох кодових груп явищ недавньої погоди. Інформація про зрушення вітру представляється в форматі кодового слова WS (англ. wind shear, зсув вітру) і покажчика смуги (смуг).
Приклади:
- WS R03 — англ. Wind shear Runway 03 — зсув вітру по смузі 03
- WS R25L — англ. Wind shear Runway 25 Left — зсув вітру по смузі 25 ліва
- WS ALL RWY — англ. Wind shear All Runways — зсув вітру по всіх смугах

10) Інформація про стан ЗПС.
Кодова група складається з покажчика смуги і шестизначного коду. Шестизначним кодом зашифровані вид і ступінь забруднень поверхні ЗПС, товщина відкладень, коефіцієнт зчеплення або ефективність гальмування. Покажчик смуги складається з літери «R», номера ЗПС і символу «/», приклад: R25L /.
11) Прогноз на посадку.
Прогноз може бути представлений у вигляді одного або декількох розділів, кожен з яких починається з одного з кодових слів:
- NOSIG (англ. No significant change — без істотних змін) — означає, що найближчи 2 години не передбачається серйозних змін погоди;
- BECMG (англ. Becoming — грядуть) — очікуються стійкі значні зміни метеоумов;
- TEMPO (англ. Temporary — часом) — очікуються тимчасові значні зміни метеоумов.

Розділи BECMG і TEMPO можуть включати додаткові покажчики часу настання і припинення прогнозованих явищ, а також опису цих явищ у форматі, що застосовується в основній частині зведення METAR. Приклад: TEMPO FZFG 0400 BKN002